# جيرار دوفريسن
جيرار دوفريسن هو سياسي كندي، ولد في 1918 في تروا ريفيير في كندا، وتوفي في 27 يناير 2013. انتخب عمدة.